# Ballotage
Een ballotage is een stemming over de vraag of iemand kan worden toegelaten tot een vereniging. Ballotage kan ook verwijzen naar de toelatingsprocedure zelf. Tijdens de ballotage wordt er – aan de hand van enkele door de vereniging opgestelde criteria – onderzocht of het aspirantlid ('ballotant') voldoet aan eisen die er aan het lidmaatschap verbonden zijn.
Van origine dient een ballotage niet alleen om te controleren of een persoon een serie eigenschappen bezit, maar tevens om te onderzoeken of iemand een toegevoegde waarde voor een vereniging heeft en daarom toegelaten kan worden. Nadat de ballotagecommissie haar licht over de aspirant heeft laten schijnen, brengt ze verslag uit aan het bestuur. Daarna neemt het bestuur van de vereniging mede op basis van dit advies een besluit over het al dan niet lid maken van de aspirant. De ballotage wordt uitgevoerd door een ballotagecommissie. Het deel van de ballotage waarin de ballotant zijn motivatie uitspreekt voor het lidmaatschap en de goede bedoelingen van de ballotant worden onderzocht, kan bestaan uit een schriftelijk, maar ook uit een mondeling onderhoud.
Verschillende verenigingen met speciale eisen aan het lidmaatschap kennen een ballotage. Zo was het aanvankelijk zo, dat iemand die lid wilde worden van de Nederlandse Partij voor de Dieren diende te verklaren dat hij niet jaagt, zich niet bezighoudt met hengelsport en niet werkzaam is in de intensieve veeteelt of de pelsdierenfokkerij. Later heeft deze politieke partij besloten dat aspirantleden ook zonder ballotage lid konden worden. Het bestuur van een schietvereniging kan voor de toelating van nieuwe leden een ballotagecommissie instellen (benoemd door de algemene vergadering), maar is dat niet verplicht. Het advies dat de commissie uitbrengt is niet bindend, omdat het bestuur overeenkomstig de richtlijnen van de Koninklijke Nederlandse Schietsport Associatie (KNSA) te allen tijde verantwoordelijk is voor het wel of niet toelaten van nieuwe leden.
Het woord ballotage wordt in België ook wel gebruikt in juridisch jargon. Het heeft dan de betekenis 'herstemming' of 'tweede stemronde' (wanneer iemand bij de eerste stemronde niet het vereiste aantal stemmen heeft gehaald), gelijk aan de Franstalige betekenis van het woord ballotage. Zie het meerderheidsstelsel met een tweerondensysteem.